# Joseph Smets
Joseph François Bernard Smets (Bree, 20 augustus 1866 - Neerpelt, 17 augustus 1949) was een Belgisch senator.

## Levensloop
Na middelbaar onderwijs in Hoei en Turnhout, promoveerde Smets tot doctor in de geneeskunde (1892) en werd huisarts in Neerpelt. Hij was een vriend van Joris Helleputte en was met hem medestichter van de Belgische Boerenbond.
Op het politieke terrein werd hij:
- gemeenteraadslid (1896) en schepen (1903) van Neerpelt,
- provincieraadslid (1921-1929),
- katholiek senator voor het arrondissement Hasselt (1932-1946).